# Фиссо, Анри
Алексис Анри Фиссо (фр. Alexis-Henri Fissot; 24 октября 1843, Эрен, департамент Сомма — 29 января 1896, Париж) — французский пианист, органист и музыкальный педагог.
Учился в Парижской консерватории с восьмилетнего возраста, в 1855 г. окончил с первой премией фортепианный класс Антуана Мармонтеля, позднее получил также первые премии класса гармонии Франсуа Базена (1857), органного класса Франсуа Бенуа (1860) и класса контрапункта и фуги. С 1860 г. участвовал в концертных программах Шарля Ламурё «Народные вечера камерной музыки». Одновременно работал как органист в Пасси, с 1865 г. в церкви Нотр-Дам-де-Клиньянкур, с 1869 г. в церкви Святого Медерика и наконец с 1874 г. как титулярный органист церкви Святого Викентия де Поля.
Автор небольших фортепианных пьес. Профессор женского фортепианного класса Парижской консерватории, среди его учеников Мари Пантес и Маргерит Лонг, на всю жизнь сохранившая благодарность своему учителю за внимание, прежде всего, к благозвучному тону. После смерти Фиссо его класс перешёл к Раулю Пюньо.